# Windows on the World
Windows on the World – restauracja położona na 106. i 107. piętrze północnej wieży pierwszego kompleksu World Trade Center w dzielnicy Lower Manhattan na Manhattanie w Nowym Jorku. Działała od 19 kwietnia 1976 do 11 września 2001 roku, kiedy to miał miejsce zamach terrorystyczny, w wyniku którego cały kompleks World Trade Center został zniszczony.

## Przed zamachem z 11 września 2001 roku
26 lutego 1993 roku w podziemiach One World Trade Center eksplodowała ciężarówka z ok. 700 kg materiałów wybuchowych. W wyniku tego zdarzenia zginął jeden z pracowników restauracji, Wilfredo Mercado, który wówczas odbierał dostawę w podziemiach. Restauracja została zamknięta i przeprowadzono jej renowację. Otwarto ją ponownie w 1996 roku.
10 kwietnia 1997 roku restauracja uruchomiła swoją stronę internetową.
Była najbardziej dochodową restauracją w Stanach Zjednoczonych.

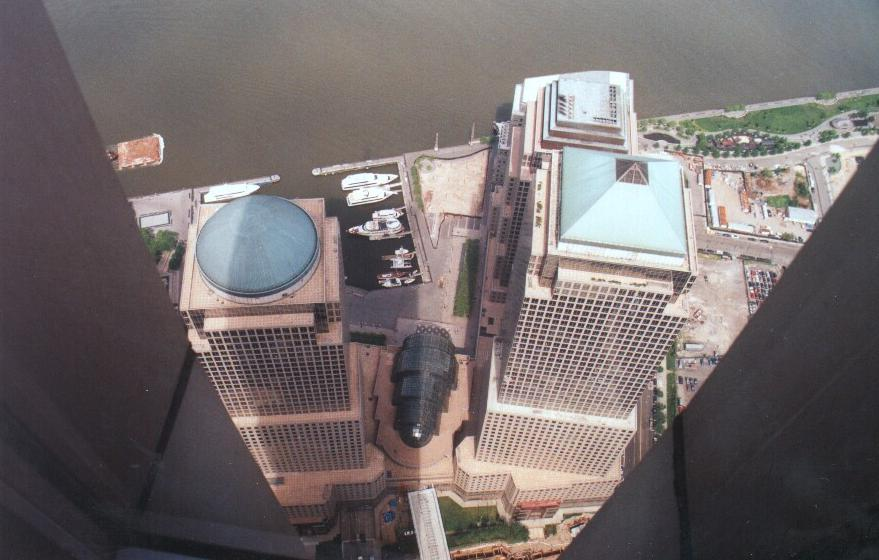
Widok z Windows on the World na World Financial Center.

## 11 września 2001 roku
Kiedy na poddaszu trwała konferencja, o godzinie 8:46 wykonujący lot American Airlines 11 samolot pasażerski uderzył między 93. a 99. piętro One World Trade Center. W ten sposób wszystkie osoby powyżej tych kondygnacji zostały uwięzione. Około 7% ofiar zdecydowało się na samobójczy skok, najwięcej właśnie ze 106. i 107. piętra. Zginęło razem 170 osób, w tym 79 pracowników lokalu i 91 gości. Wśród obecnych wtedy w restauracji osób znajdował się jeden Polak – Jan Maciejewski. Poszedł wtedy na ranną zmianę, ponieważ jego kolega poprosił go o zastąpienie. Szef restauracji, Michael Lomonaco, zdołał uniknąć śmierci, gdyż na krótko przed uderzeniem samolotu w budynek zatrzymał się na parterze z powodu zniszczonych okularów. Gdy nastąpiło uderzenie, ewakuował się z budynku.